# NGC 4256
NGC 4256 este o galaxie spirală situată în constelația Dragonul. A fost descoperită în 20 martie 1790 de către William Herschel. Se află la o distanță de 40,18 de megaparseci de Pământ.